# Cuaespinós d'aiguamoll
El cuaespinós d'aiguamoll (Spartonoica maluroides) és una espècie d'ocell de la família dels furnàrids (Furnariidae) i única espècie del gènere Spartonoica.

## Hàbitat i distribució
Habita aiguamolls i altres zones humides de les terres baixes del sud-est del Brasil, Uruguai i nord i centre de l'Argentina.